# マリア・アマリア・デ・オルレアンス

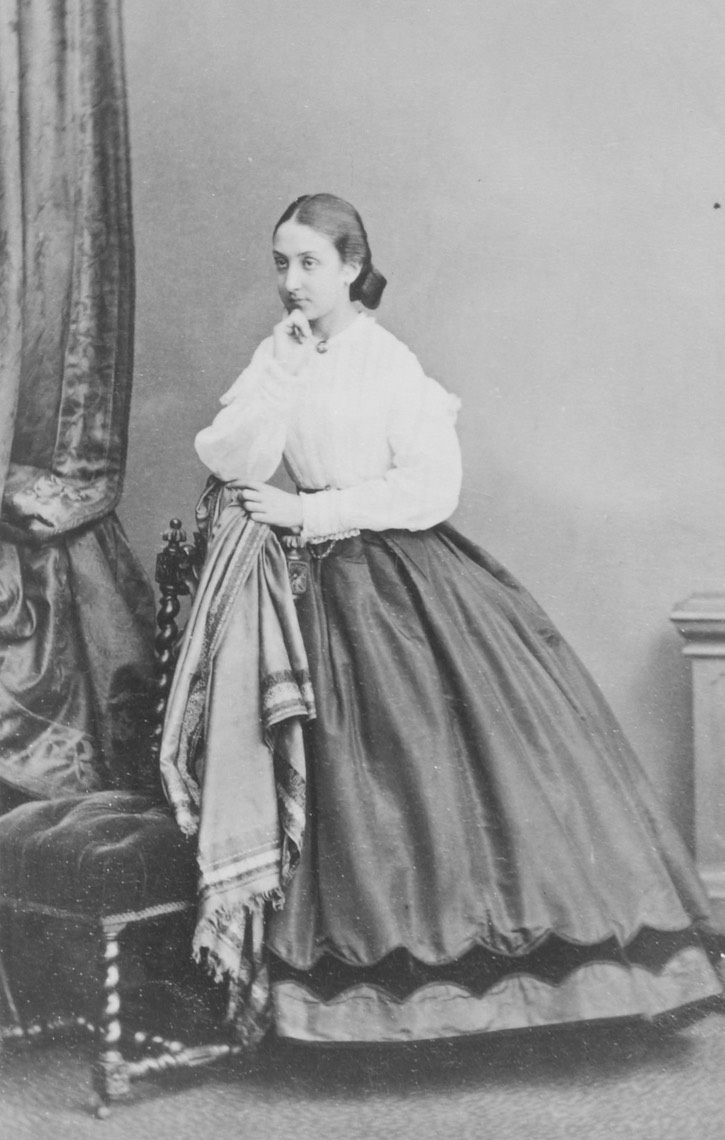
マリア・アマリア王女、1869年

マリア・アマリア・ルイサ・エンリケータ・デ・オルレアンス（María Amalia Luisa Enriqueta de Orleans, 1851年8月29日 - 1870年11月9日）は、スペイン王女（Infanta de España）。フランス王ルイ・フィリップ1世及びスペイン王スペイン王フェルナンド7世の孫娘。
ルイ・フィリップ王の末息子モンパンシエ公アントワーヌと、スペイン王女ルイサ・フェルナンダの間の10人の子のうちの第2子・次女として、セビーリャのサン・テルモ宮殿で生まれた。1848年革命による祖父の退位に伴いオルレアン家一族の多くはイギリスに逃れたが、両親は母の郷里スペインのセビーリャに移っていた。伯母のスペイン女王イサベル2世はアマリアの誕生直前、生まれる子の性別にかかわらず王子・王女の称号を与えるとする特旨を出しており、アマリアも王女とされた。アマリアは誕生1か月後の1851年9月末、セビーリャの聖俗両界の有力者たちが集まる宗教行事に際し、人々に初めてお披露目されている。きょうだいたちとともに両親の本邸サン・テルモ宮殿で教育を受けつつ、イギリスとフランスを頻繁に訪れて育った。アマリアはピアノ演奏と描画に才能と情熱を示した。
1868年のスペイン名誉革命の際、モンパンシエ公一家はポルトガルの首都リスボンに短期間亡命した。このときポルトガル王ルイシュ1世の弟コインブラ公アウグストとの縁談が持ち上がるが、アマリアはこれを断った。またこれ以前、父方従兄の1人アランソン公フェルディナンと相思相愛となったと言われるが、結婚には至らなかった。一家は亡命地をフランス・オーヴェルニュ地方のランダン城に移した後、1870年にセビーリャに戻った。しかしアマリアは帰国直後に重い病に陥り、19歳の若さで亡くなった。遺骸はエル・エスコリアル修道院内の王子廟に葬られた。

## 引用・脚注
1. ↑  “La infanta doña Amalia de Orleans”. La ilustración española y americana. (1870年11月25日). p. 417
2. ↑  “Capet 46”. genealogy.euweb.cz. 2023年7月18日閲覧。
3. 1 2 3 4 5 6  “María Amalia de Orleáns y Borbón | Real Academia de la Historia”. dbe.rah.es. 2023年7月18日閲覧。
4. ↑   (スペイン語) La ilustración española y americana: revista de bellas artes y actualidades. (1870)